# COLOR of LIFE -movies-
『COLOR of LIFE -movies-』（カラー・オブ・ライフ ムービーズ）は、日本のギタリスト、押尾コータロー通算4枚目のDVD。2007年1月17日にSME Recordsから発売された。

## 解説
SME Records移籍第一弾オリジナル・アルバム『COLOR of LIFE』（2006年）のコンセプトとリンクした本作には3つのショート・ムービーが収録されており宮崎将+矢部太郎・北乃きい・遠藤憲一をそれぞれ出演者に迎えている。
その他、自身による奏法解説、マルチアングルを多用した教則映像、メイキング映像を収録している。

## 収録曲
| #  | タイトル                        | 作詞 | 作曲・編曲 |
| -- | ------------------------------- | ---- | ---------- |
| 1. | 「Big Blue Ocean」(-the movie-) |      |            |
| 2. | 「PINK CANDY」(-the movie-)     |      |            |
| 3. | 「あの夏の白い雲」(-the movie-) |      |            |
| 4. | 「Indigo Love」(-奥義の間-)     |      |            |
| 5. | 「Red Shoes Dance」(-奥義の間-) |      |            |
| 6. | 「Purple Highway」(-奥義の間-)  |      |            |
| 7. | 「Making」                      |      |            |